# Bitka v zalivu Leyte
Bitka v zalivu Leyte, znana tudi kot druga bitka v filipinskem morju, je bila največja pomorska bitka druge svetovne vojne, in po nekaterih ocenah zgodovinarjev nasploh največja pomorska bitka v zgodovini človeštva. Bitka je potekala med zavezniki in japonskim cesarstvom med 23. in 26. oktobrom 1944. Sestavljena je bila iz štirih večjih pomorskih bitk, ki se jih je na obeh straneh udeležilo 274 vojaških ladij vseh tipov. To je bila zadnja bitka, v kateri so veliki topovi na bojnih ladjah in križarkah še igrali pomembno vlogo. Že med vojno na Pacifiku so Japonci in Američani za glavno pomorsko orožje šteli letalonosilke, bojne ladje pa kot orožje za podporo izkrcanjem in za spremljanje letalonosilk. Ko so Japonci 4. junija 1942 v pomorski bitki pri Midwayu izgubili pomemben del svoje flote – letalonosilke in izkušene pilote, so bili postavljeni v defenzivo. Toda v svojih pristaniščih so še vedno imeli skoraj celotno floto bojnih ladij in križark, ki bi se v neposrednem spopadu lahko kosala z ameriško.
Japonci so morali narediti načrt, s katerim bi lahko učinkovito uporabili svoje preostalo ladjevje, a se hkrati izognili nevarnosti letalskih napadov z ameriških letalonosilk. Priložnost se jim je pokazala, ko so Američani začeli zavzemati enega (za Japonsko) najpomembnejših otočij – Filipine; otok Leyte pa so Američani izbrali kot prvo tarčo. Takrat so se Japonci odločili, da bodo v napad na ameriško floto poslali svoje celotno še operativno ladjevje in v eni sami veliki bitki poskušali napraviti preobrat v vojni na Pacifiku.
Načrt je bil preprost: od treh japonskih bojnih skupin je bila ena namenjena le kot vaba ameriškim letalonosilkam, ostali dve pa naj bi uničili celotno ameriško ladjevje, ki je bilo takrat v zalivu. Toda kot je bil načrt preprost, je bil razplet popolnoma drugačen od tistega, ki so ga predvideli Japonci. Japonsko ladjevje se ni moralo kosati z ameriškim, zato je med tridnevnimi spopadi izgubilo praktično vse ladje in letala. Ameriške izgube so bile v primerjavi z japonskimi skoraj zanemarljive. Po tej bitki je nekdaj mogočno japonsko cesarsko ladjevje praktično prenehalo obstajati, ostale so le še manjše enote raztresene po vsem Tihem oceanu in Aziji, ki pa za japonsko kot tudi za ameriško mornarico niso imele nobene prave borbene vrednosti.
Japonci so med to bitko prvič začeli uporabljati tudi novo taktiko proti nasprotniku: samomorilske pilote »kamikaze«, ki so bili za Američane precejšen psihični pritisk, toda glavnega cilja – zaustavitve hitrega prodiranja ameriške mornarice jim do konca vojne ni uspelo uresničiti.

## Razvoj dogodkov na filipinskem otočju pred bitko
Filipinsko otočje je bilo pred vojno ameriška posest, toda Japonci so to otočje smatrali za svoje. Američani so pred začetkom vojne zaupali obrambo tega otočja skoraj izključno Filipincem, sami pa so imeli na otočju precej manjšo, a dobro oboroženo kopensko silo, ki ji je poveljeval general Douglas MacArthur.
Ko so Japonci leta 1942 otočje dokončno zavzeli, je bil MacArthur odločen, da bo Japoncem ta poraz vrnil. V času vojne na Pacifiku se je zelo trudil prepričati ameriški generalštab, da je filipinsko otočje (še posebej otok Luzon, kjer je glavno mesto, Manila) bolj primeren cilj za izkrcanje, kot pa Tajvan, to pa predvsem zato, ker je bila filipinska populacija naklonjena Američanom, in bi jim pri zavzemanju otoka gotovo pomagala. Na filipinskem otočju so po japonski okupaciji delovale skupine filipinskih gverilcev, ki so izvajale sabotaže na japonske sile. Japonci so s filipinskim prebivalstvom tudi zelo slabo ravnali (niso jim dobavljali hrane – vsa hrana je šla japonski vojski na otočju, v glavnem mestu Manili so prebivalci umirali od lakote), kar je odpor še povečevalo. MacArthur je že leta 1943 navezal stike z gverilci na otoku.
Pred začetkom operacije izkrcavanja je MacArthur na otok Leyte na skrivaj poslal nekaj svojih ljudi, ki so imeli nalogo opozoriti Filipince, da se bliža ameriški napad, in da naj zapustijo otok, če se le da. Toda redki Filipinci so to zares tudi storili, kajti japonska vojska na otoku tega ni dovolila.

## Ameriški operativni načrt
Vrhovni poveljnik operacije izkrcavanja je bil general Douglas MacArthur. Pod seboj je imel kopenske enote namenjene izkrcanju in 7. floto. Ni imel neposredne kontrole nad 3. floto. Operativno poveljstvo nad 7. floto je imel viceadmiral Thomas C. Kinkaid. Naloga izkrcevalnih sil je bila uspešno opraviti izkrcanja na otok Leyte, medtem, ko naj bi bojne ladje, križarke in eskortne letalonosilke 7. flote nudile kritje izkrcanju. Bojne ladje v sestavu te flote so bile že bolj ali manj zastarele, in imele so le 25% streliva, primernega napadom na druge ladje, bile pa so opremljene z najnovejšimi sistemi za radarsko vodenje topov.
Vrhovno poveljstvo nad 3. floto je imel admiral Chester William Nimitz, operativno poveljstvo pa je imel admiral William F. Halsey. Poveljnik operativnih skupin hitrih letalonosilk v 3. floti je bil viceadmiral Marc A. Mitscher, ki je sprejemal ukaze od Halseya, in bil neposredno nadrejen poveljnikom operativnih skupin TF 38.Tretja flota ni bila podrejena MacArthurjevim ukazom, ampak je bila kot del osrednje-pacifiške flote podrejena admiralu C. W. Nimitzu. 3. flota je bila sestavljena iz hitrih flotnih letalonosilk, kopenski sestav (izkrcevalne sile) 3. flote pa so prestavili h Kinkaidovi 7. floti. TF 38 je bil podprt še z najnovejšimi tipi hitrih vojaških ladij.
3. flota naj bi imela v okviru operacije izkrcanja naslednje naloge:
- Izvajanje zračnih napadov na različne cilje na otoku Luzon.
- Preprečevanje operacij dostavljanja okrepitev na otok Leyte preko japonske transportne operacije »Tokyo-express«.[2]
- Preprečiltev kakršnegakoli napada japonskega vojaškega ladjevja na območja izkrcanja.
- Popolno uničenje kakšne večje japonske flote postane primarna naloga.

Halsey kljub tej delitvi nalog v tej fazi približevanja Japonski še ni pričakoval kakšnega večjega napada japonskih pomorskih sil, zato je poslal operativno skupino 38.1 pod poveljstvom viceadmirala McCaina nazaj na atol Ulithi, da si posadke odpočijejo, in da se operativna skupina oskrbi za kasnejše operacije.

## Japonski operativni načrt
Vrhovni poveljnik japonske kombinirane flote je bil admiral Soemu Toyoda v Tokiu. Japonci so že takoj po padcu Marianskih otokov predvideli nekaj kritičnih točk, ki bi jih Američani v kratkem lahko napadli, oz. se izkrcali nanje. Za Japonce sta bila kot najbolj kritični točki identificirana otočje Rjukju (del katerega je otok Okinava) in filipinsko otočje.
Glede na ta predvidevanja so sestavili 4 načrte, del operacije »Sho-Go« (zmaga):
- »Sho-1«: Je predvideval ameriško izkrcanje na Filipinih.
- »Sho-2«: Je predvideval ameriško izkrcanje na otočje Rjukju.
- »Sho-3«: Je predvideval ameriško izkrcanje v osrednji ali južni Japonski
- »Sho-4«: Je predvideval ameriško izkrcanje v severni Japonski ali na Kurilskem otočju (SV od Japonske)

Kljub tem načrtom pa so bili japonski načrtovalci prepričani, da bodo Američani najverjetneje najprej udarili nekje na filipinskem otočju. Najpomembnejši del načrta je obsegal sklep, da smejo pomorske in letalske sile izvesti napad na sovražnika šele takrat, ko bo jasno, da gre za veliko ofenzivo na katero od točk, zajetih v planih »Sho-Go«, in ko se bodo sovražne sile začele dejansko izkrcavati. Tudi vse japonske kopenske enote so dobile ukaz, da se morajo iz obal umakniti v notranjost otokov, kjer naj bi bile bolj varne pred zračnimi napadi in ladijskim obstreljevanjem. Tako bi se lahko pod najboljšimi pogoji upirali ameriškim napadom.
Toda ta načrt je imel tudi vsaj eno veliko napako, ki pa se ni izkazala kot usodna: Japonski načrt je predvideval, da je celotna japonska mornarica zasidrana na Japonskem, kar pa je bilo sredi leta 1944 že skoraj neizvedljivo, ker so ameriške podmornice uspešno uničevale transporte goriva in drugih surovin, namenjenih na Japonsko preko Južnokitajskega morja. Japonska mornarica je bila v resnici razdeljena. Vse vojaške ladje so bile stacionirane na otokih južno od Singapurja, kjer so lahko brez težav dobivale gorivo, s težavo pa so dobivale strelivo in rezervne dele iz Japonske. Med čakanjem so se te ladje oskrbele z novim radarskim sistemom, in dodatnimi protiletalskimi topovi. Bojne ladje so tako dobile 120, križarke 80 in rušilci 40 dodatnih 25mm protiletalskih topov.
Nasprotno pa je viceadmiral Jisaburō Ozawa s svojimi letalonosilkami po porazu v prvi bitki v Filipinskem morju priplul na japonsko otočje, skupaj z nekaj križarkami in rušilci, kjer je začel s hitrim programom za treniranje novih pilotov in nadomeščanjem izgubljenih letal. Ta program naj bi bil zaključen okoli novembra 1944, in takrat bi se Ozawa priključil glavni floti na JZ.
Ko je bilo že jasno, da se bodo Američani izkrcali na otok Leyte, je dal admiral Soemu Toyoda 18. oktobra ob 11:00 ukaz, da se začne izvrševati načrt »Sho-1«. Ta načrt je bil osnovan tako, da bi viceadmiral Ozawa s svojo floto letalonosilk (severna skupina) bil za vabo Halseyevi 3. floti (ki je bila sestavljena iz samih letalonosilk), in s tem bi glavnini flote – bojnim ladjam in križarkam iz glavne flote omogočil prosto pot za napad na invazijsko ladjevje v zalivu Leyte, ki bi ostalo brez zračne obrambe tretje flote.
Glavna flota bi se razdelila na dva dela – večji del flote (osrednja skupina), sestavljen večinoma iz bojnih ladij in težkih križark (viceadmiral Takeo Kurita), bi prečkal ožino San Bernardino (na S delu otoka Samar), in napadel invazijsko floto s severa, kritje pa bi mu nudila japonska letala, stacionirana na otoku Luzon, manjša flota (južna flota; viceadmiral Shōji Nishimura) pa bi zaplula preko ožine Surigao (med otokoma Dinagat in Leyte), to floto pa bi med potjo okrepila še manjša flota dveh težkih in ene lahke križarke, ki bi priplula iz severa (poveljstvo viceadmiral Kiyohide Shima), in bi napadla invazijsko floto z juga. Obe floti (osrednja in južna) bi se potem srečali v zalivu Leyte, kjer bi skupno napadli izkrcevalno ladjevje.
Akcija bi bila uspešna le, če bi bile vse tri flote časovno usklajene, še posebej pa bi morala uspeti akcija viceadmirala Ozawe. Toda načrt ni predvideval vnaprejšnjih podmorniških napadov, kar se je kasneje izkazalo kot napaka.
Sestava japonskih operativnih skupin tik pred izplutjem:
|                     | Severna skupina (Ozawa) | Osrednja skupina (Kurita)                                                | Južna skupina (Nishimura) | Južna skupina (Shima) |
| ------------------- | ----------------------- | ------------------------------------------------------------------------ | ------------------------- | --------------------- |
| Letalonosilke       | Zuikaku                 | -                                                                        | -                         | -                     |
| Lahke letalonosilke | Zuiho, Chitose, Chiyoda | -                                                                        | -                         | -                     |
| Bojne ladje         | Hyuga, Ise              | Yamato, Nagato, Musashi, Kongo, Haruna                                   | Yamashiro, Fuso           | -                     |
| Težke križarke      | -                       | Atago, Takao, Maya, Myoko, Chokai, Tone, Kumano, Suzuya, Chikuma, Haguro | Mogami                    | Ashigara, Nachi       |
| Lahke križarke      | Oyodo, Isuzu, Tama      | Noshiro, Yahagi                                                          | -                         | Abukuma               |
| Rušilci             | 8                       | 15                                                                       | 4                         | 7                     |
| Letala              | 116                     | -                                                                        | -                         | -                     |

## Bitka v zalivu Leyte

### Razmerje moči obeh mornaric
Kot je razvidno iz razpredelnice, so imeli američani v bitki v zalivu Leyte veliko količinsko premoč v vseh razredih ladij, v razredu letal pa so imeli še kvalitetno premoč (izkušeni piloti, sodobna letala).

### Premiki japonske in ameriške mornarice, 22. – 24. oktober 1944
20. oktobra je viceadmiral Ozawa zapustil japonsko pristanišče Kure (25km J od Hirošime).
22. oktobra se je glavna flota, po tem ko je natočila gorivo v zalivu Brunej (S del otoka Borneo), razdelila po načrtu na dva dela, in vsak del je odplul po japonskem načrtu. Viceadmiral Shima je približno ob enakem času začel pot s severa (preko SZ dela otoka Luzon) proti Nishimurini floti.
Viceadmiral Kurita je s svojimi ladjami plul hitro, in v krožni formaciji, kar naj bi povečalo udarno moč protiletalskega ognja, če bi se od kje prikazala ameriška letala, in je bil zgodaj zjutraj 23. oktobra že na točki SV od otoka Palawan. Toda tam sta ga že malo po prvi uri zjutraj odkrili dve ameriški podmornici - Darter in Dace, ki sta o tem takoj obvestili Halseya, sami pa sta kmalu zatem izvedli napad na japonsko floto, in ji zadali precejšnje izgube:
- Darter je potopila Atago, poveljniško ladjo viceadmirala Kurite (Kurito in del njegovega štaba so rešili, poveljstvo pa prestavili na bojno ladjo Yamato); poškodovana pa je bila tudi težka križarka Takao, ki se morala vrniti nazaj na Brunej na popravila.
- Dace je potopila težko križarko Mayo.

Ko so obvestila o veliki japonski floti prispela do Halseya, je ta takoj po tem, ko so njegovo ladjevje oskrbeli s strelivom in gorivom (kar je trajalo skoraj celoten 23. oktober), zaukazal  premik svojih operativnih skupin (razen TF 38.1, ki je bila na poti na atol Ulithi), da se približajo filipinskemu otočju na razdaljo 150 morskih milj. 
Sile tretje flote so bile po tem premiku razdeljene tako:
- TF 38.3 (kontraadmiral F.C.Sherman) – 150 morskih milj vzhodno od Luzona.
- TF 38.2 (kontraadmiral G.F.Bogan) – 150 morskih milj vzhodno od ožine San Bernardino.
- TF 38.4 (kontra-adm. R.E.Davison) – 150 morskih milj vzhodno od zaliva Leyte.

| Razredi ladij       | TF 38.1 (McCain)                           | TF 38.2 (Bogan)          | TF 38.3 (Sherman)                  | TF 38.4 (Davison)         |
| ------------------- | ------------------------------------------ | ------------------------ | ---------------------------------- | ------------------------- |
| Letalonosilke       | Hornet, Hancock, Wasp                      | Intrepid                 | Essex, Lexington                   | Enterprise, Franklin      |
| Lahke letalonosilke | Cowpens, Moterey                           | Cabot, Independence      | Princeton, Langley                 | San Jacinto, Belleau Wood |
| Bojne ladje         | -                                          | Iowa, New Jersey         | Massachusetts, South Dakota        | Alabama, Washington       |
| Križarke            | Boston, Chester, Pensacola, Salt Lake City | -                        | -                                  | Wichita, New Orleans      |
| Lahke križarke      | San Diego, Oakland                         | Vincennes, Miami, Biloxi | Mobile, Reno, Birmingham, Santa Fé | -                         |
| Rušilci             | 21                                         | 18                       | 9                                  | 16                        |
| Letala              | Skupno 1200                                |                          |                                    |                           |

24. oktobra ob 9. uri zjutraj so ameriške letalske izvidnice južno od otoka Negros odkrile tudi floti Nishimure in Shime.
Halsey se je odločil, da bo s svojimi silami napadel osrednjo skupino viceadmirala Kurite, in ji s tem preprečil prehod preko ožine San Bernardino. Za ta podvig je iz atola Ulithi vpoklical nazaj tudi najmočnejšo operativno skupino, TF 38.1 pod viceadmiralom McCainom. Obrambo pred japonsko južno skupino pa je prepustil Kinkaidovi 7. floti.
Viceadmiral Kurita je medtem 24. oktobra zjutraj pričakoval obljubljeno zračno zaščito z otoka Luzon, ki so jo japonski poveljniki že pred akcijo načrtovali za zračno patruljo nad njegovo floto. Ta letala so namesto, da bi bila poslana nad Kuritino floto za obrambo pred ameriškimi zračnimi napadi, bila poslana nad Shermanov TF 38.3, pridružila pa se jim je tudi večina letal iz Ozawine severne skupine letalonosilk. A tudi ta napad se jim ni posrečil, saj je japonskim letalom uspelo uničiti le ameriško lahko letalonosilko Princeton. Tako se je lahko Kurita od tistega trenutka dalje zanašal le še na protiletalsko obrambo na svojih ladjah.
Med 10:30 in 14. uro 24. oktobra je TF 38 izvedel na osrednjo floto (takrat v Sibujskem morju) več letalskih napadov, ki so bili skoncentrirani predvsem na veliko japonsko bojno ladjo Musashi, ki ji kljub 130 protiletalskim topovom ni uspelo narediti veliko škode napadalcem. Potem, ko je orjaško ladjo zadelo 19 torpedov in 17 bomb, se je ob 18. uri dokončno potopila, s seboj pa potegnila tudi polovico posadke. Zračni napadi so poškodovali tudi težko križarko Myoko, ki se je morala vrniti nazaj na Brunej na popravila. Poškodovane so bile tudi bojne ladje Yamato, Nagato, Haruna in lahka križarka Yahagi. Zaradi silovitosti teh zračnih napadov in pa tudi zato, ker ni dobil nikakršnih podatkov ne o uspehu Ozawine ne Nishimurine flote, je Kurita svojo floto obrnil nazaj, da bi se umaknil iz dometa ameriških letal. To je sporočil tudi admiralu Toyodi v Tokio.
Ko je Halsey videl, da se Kurita obrača nazaj, se je odločil, da bo zapustil ožino San Bernardino, in se obrnil severno, kjer so izvidniška letala iz letalonosilke Lexington ob 16. uri odkrila japonski bojni ladji-letalonosilki Iso in Hyuge, uro kasneje pa še ostalo floto, ki pa je bila videti nevarnejša, saj je imela v sestavu tudi letalonosilke
S tem, ko se je Halsey že obračal na sever s celotno tretjo floto, in je pustil ožino San Bernardino popolnoma nebranjeno, se je takoj postavilo vprašanje, kdo bo branil ožino. Ni se sicer vedelo, kaj je nameraval storiti Kurita s tem, ko se je obrnil nazaj, ampak Halsey je predvideval, da se Kurita umika. Prav tako pa je Halsey upošteval Nimitzov ukaz, da če se ponudi priložnost za uničenje japonske flote, to takoj postane primarna naloga. Ker je bila na severu točno takšna flota, se je Halsey dokončno odločil za premik na sever.
Kar se obrambe ožine tiče, je oznanil formiranje nove operativne skupine v sklopu 3. flote, imenovane Task Force 34. V to so vključili bojne ladje iz operativnih skupin TF 38, poveljstvo pa so zaupali viceadmiralu Willisu Leeju. Kasnejši dodatek k temu oznanilu je bil, da bo TF 34 formiran, ko bo to ukazal Halsey.
Vendar- to Halseyevo oznanilo o formiranju TF 34 so ostali poveljniki flot (pa tudi kombinirano poveljstvo v Washingtonu) narobe prebrali. Vsi so namreč mislili, da je to floto že formiral in da stoji ob ožini San Bernardino, v resnici pa je takrat obstajala samo na papirju, kajti TF 34 je bila še vedno v okviru TF 38, in se je pomikala na sever.
Da bi bila zmeda še večja, je Halsey isti dan poslal poveljniku 7. flote viceadmiralu Kinkaidu obvestilo, da se bo s svojimi tremi (in bile so samo 3!) operativnimi skupinami letalonosilk obrnil proti severu, kar je potem Kinkaid razumel kot, da je četrta skupina bojnih ladij ob ožini San Bernardino, tri skupine letalonosilk pa da so s Halseyem.

### Bitka v ožini Surigao, 24. – 25. Oktober 1944
Pomorsko poveljstvo 7. flote je celotno popoldne in večer 24. oktobra pripravljalo načrt za obrambo ožine Surigao, ki je ob ustju široka le okrog 19 km. Ob celotni ožini naj bi postavili serijo zased, ki bi jih izpeljali rušilci in torpedni čolni. Poveljstvo je v načrtu upoštevalo tudi to, da ožino San Bernardino brani TF 34, ki je tam sploh ni bilo. Poveljnik 7. flote Kinkaid je izvedbo obrambe poveril kontraadmiralu Oldendorfu.
Razporeditev ameriškega ladjevja pred ožino Surigao malo pred bojem z Japonci:
| Razredi ladij  | Desno krilo (Berkey) | Bojna linija (Weyler)                                                     | Levo krilo (Oldendorf)            |
| -------------- | -------------------- | ------------------------------------------------------------------------- | --------------------------------- |
| Bojne ladje    | -                    | Mississippi, Maryland, West Virginia, Tennessee, California, Pennsylvania | -                                 |
| Težke križarke | Shropshire           | -                                                                         | Lousiville, Portland, Minneapolis |
| Lahke križarke | Phoenix, Boise       | -                                                                         | Denver, Columbia                  |
| Rušilci        | 6                    | 6                                                                         | 9                                 |

Kontraadmiral Jesse B. Oldendorf, poveljnik sestava vojaških ladij sedme flote, je po načrtu vse svoje sile (večinoma modernizirane bojne ladje, uničene ali poškodovane v Pearl Harborju leta 1941, in križarke) preusmeril v obrambo zaliva Leyte, v katerega vodi ožina Surigao. Priprave na obrambo je začel 24. oktobra ob 23. uri. Ob vhod v Surigao je postavil torpedne čolne, ki so jih upravljali ljudje, ki še nikoli niso videli kakšne pomembnejše pomorske akcije, formacije rušilcev pa je postavil na obe strani ožine. Na izhod iz ožine je postavil 6 bojnih ladij (»bojna linija«; kontraadmiral Weyler), ki jih je postavil na sredino izhoda, ladje je obrnil pravokotno glede na Nishimurino floto, tako, da bi lahko streljale z vsemi topovi pod kotom preko lastnih rušilcev, medtem ko bi lahko Japonci vračali ogenj le iz sprednjih topov. Na desni bok je postavil 1 težko in 2 lahki križarki (kontraadmiral Berkey), na levi bok (ki mu je poveljeval sam) pa 3 težke in 2 lahki križarki.
Nekaj minut pred polnočjo 24. oktobra so se srečali ameriški torpedni čolni in Nishimurina flota. Torpedni čolni niso zadeli niti enkrat (torpeda so izstrelili prekmalu), utrpeli pa so precejšnje izgube, toda Oldendorfu so sporočili, da se Nishimura približuje pasti. Kljub temu napadu se je Nishimura premaknil naprej v ožino, kjer pa je njegovo ladjevje, ki se je premikalo v »T-formaciji« (spredaj 4 rušilci, za njimi bojni ladji Yamashiro in Fuso, za njima pa težka križarka Mogami), presenetil napad rušilcev iz vzhodne in zahodne strani. Američani so vse bolj obkrožali japonsko formacijo. Ameriški rušilci so ob 3:09 poškodovali bojno ladjo Fuso in ob 3:25 še Yamashiro, onesposobljen pa je bil tudi rušilec Asagumo.Med tem napadom je začela na japonske ladje streljati tudi ameriška bojna linija, ki je imela radarsko vodene topove, primerne za nočno bojevanje. Japonci niso mogli storiti nič drugega, kot da se umaknejo. Fuso se je potopil ob 3:38. Nishimura pa je šel na dno skupaj s svojo poveljniško ladjo Yamashiro (ob 4:19).
Na koncu sta se iz pasti izvlekli le težka križarka Mogami, in pa rušilec Shigure.
Viceadmiral Shima (ki je plul 48 km za Nishimuro) se je takoj, ko je dobil obvestilo iz rušilca Shigure, da je bil Nishimura poražen, začel obračati nazaj, ven iz ožine Surigao, a med tem manevrom se je Shimina poveljniška ladja Nachi zaletela v umikajočo se težko križarko Mogami, ki so jo kasneje uničili ameriški letalski napadi. Shima je med begom izgubil še lahko križarko Abukumo in rušilca. Japonska južna skupina je bila popolnoma poražena.

### Bitka ob Samarju, 25. oktober 1944
Viceadmiral Kurita je po tem, ko se je začasno umaknil v Sibujsko morje, dobil ukaze od Toyode iz Tokia, da mora napad nadaljevati, kar je tudi storil, čeprav je v ožini San Bernardino pričakoval močno ameriško floto. Toda takrat je Kurita imel srečo – ožina San Bernardino je bila namreč popolnoma prazna. Plovbo je nadaljeval ob vzhodni obali otoka Samar, dokler niso njegovi opazovalci ob 6:45 uri zjutraj končno opazili tisto, kar so si tako želeli – ameriške letalonosilke v dometu bojnih ladij.
Poveljstvo ameriške 7. flote v zalivu Leyte je šele takoj po bitki v ožini Surigao, ob 7 uri zjutraj, izvedelo, da TF 34 ne brani ožine San Bernardino. Toda takrat je bilo že prepozno, da bi lahko ukrepali. Ob vhodu v Leyte so bile takrat stacionirane tri flote majhnih, eskortnih letalonosilk:
- TF 77.4.1. »Taffy 1« (kontraadmiral Thomas L. Sprague) – JV od zaliva Leyte.
- TF 77.4.2. »Taffy 2« (kontraadmiral Felix B. Stump) – V od zaliva Leyte.
- TF 77.4.3. »Taffy 3« (kontraadmiral Clifton A.F. Sprague) – SV od zaliva Leyte.

Te majhne letalonosilke so takrat veliko uporabljali predvsem v atlantskem oceanu, kjer so spremljale konvoje, namenjene pa so bile predvsem protipodmorniški obrambi. Na Pacifiku pa so imele drugačno vlogo. Uporabljali so jih predvsem zato, da so nosila rezervna letala za večje letalonosilke, ali pa za podporo izkrcanjem, na njih pa so bili piloti, ki so bili povečini neizkušeni, in so obvladali predvsem protipodmorniške in kopenske napade.
Sestava operativnih skupin 77.4 25. oktobra, malo pred napadom japonske osrednje flote:
| Razredi ladij/letala   | »Taffy 1« (T.L.Sprague) | »Taffy 2« (Stump) | »Taffy 3« (A.F.Sprague) |
| ---------------------- | ----------------------- | ----------------- | ----------------------- |
| Eskortne letalonosilke | 4                       | 6                 | 6                       |
| Rušilci                | 3                       | 3                 | 3                       |
| Eskortni rušilci       | 4                       | 4                 | 4                       |
| Letala                 | 90                      | 160               | 169                     |

Poveljniki 7. flote so že ob malo po 7 uri zjutraj dobili klic na pomoč od operativne skupine 77.4.3 »Taffy 3«, da so napadeni. Prvi streli so na »Taffy 3« začeli padati približno ob 7. uri.
Takoj, ko so na eskortnih letalonosilkah »Taffya 3« opazili bližajočo se sovražno floto, so rušilci začeli okrog »Taffya 3« postavljati dimno zaveso (kemični dim), letalonosilke pa so nad nasprotnike poslale vsa svoja letala, od katerih so bila oborožena samo nekatera, ostala pa so le letala nad sovražnimi ladjami in jih skušala zamotiti, oz. speljati s poti. Pobegniti niso mogli, ker so bile eskortne letalonosilke izredno počasne – zmogle so največ 19 vozlov, najpočasnejša japonska bojna ladja pa 25. Prav tako so imeli Japonci izredno premoč v topovih – imeli so veliko topov različnih velikosti, od 8” topov na težkih križarkah, pa vse do 18.1” topov orjaške bojne ladje Yamato, vsaka ameriška eskortna letalonosilka pa je imela le en sam 5” top.
Kurita je po tem silovitem ameriškem letalskem napadu menil, da napada Halseyevo floto glavnih letalonosilk, zato je ukazal splošen napad na ameriške ladje, kar je pomenilo, da lahko poveljnik vsake ladje sam izbira tarčo, ne glede na ukaze iz Kuritine ladje. S tem ukazom je ustvaril izredno zmedo med svojimi ladjami, ki so jo Američani kasneje še dobro izkoristili. Kmalu po klicu na pomoč so »Taffyu 3« priskočila na pomoč letala iz »Taffya 2«, ki pa so bila oborožena s torpedi. Ta napad je bil uspešen, kajti letala so uspela uničiti japonski težki križarki Chokai (ob 8:30) in Chikumo (ob 8:57).
Japonci so se »Taffyu 3« izredno hitro približevali, in Sprague je svojim rušilcem ob 7:16 uri ukazal, naj gredo iz dimne zavese in torpedirajo japonsko ladjevje. Rušilcem so se ob 7:50 pridružili še eskortni rušilci. To so tudi storili, in v treh napadih so uspeli zadeti težko križarko Kumano, in potopiti težko križarko Suzuyo, izgubili pa so 2 rušilca in enega eskortnega rušilca. Ti napadi rušilcev so japonsko floto popolnoma zmedli.
Ameriška eskortna letalonosilka Gambier Bay je bila med bojem večkrat zadeta, in se je ob 9. uri dokončno potopila.
Kuritina poveljniška ladja, Yamato, pa je zaradi izmikanja torpedom zašla preveč na sever, in sama sebe izločila iz boja. Kurita je popolnoma izgubil kontrolo nad položajem, od Ozawe tudi ni dobil nikakršnih sporočil o uspehu operacije »Sho-1«, že prej pa je izvedel o porazu Nishimure v ožini Surigao, prav tako pa so japonske bojne ladje opazile še eno skupino letalonosilk, ki so jih narobe identificirali kot flotne – to so bile eskortne letalonosilke »Taffya 2«. Kurita se je zato ob 9:11 uri odločil, da se iz boja umakne, in da spet zbere skupaj svojo floto, ki je bila nametana kilometre naokrog po oceanu, medtem pa so ga spremljali zračni napadi iz McCainove TF 38.1. Kurita je ob 12:30 uri poslal sporočilo v Tokio, da se umika severno čez ožino San Bernardino. S tem se je njegov napad končal.
Poveljnik 3. flote Halsey se je medtem, ko se je odvijala ta bitka, podil za Ozawino vabo. Mitscher ni imel na voljo nobenih letal za pomoč »Taffyu 3« – vse je poslal na Ozawo. Ko je Mitscher z letalskimi napadi uničil glavnino japonske severne flote, je Halsey nameraval ostale japonske ladje »počistiti« ravno z ladjami, ki naj bi bile vključene v TF 34. McCainovi TF 38.1, ki je bil na poti iz atola Ulithi je ukazal, naj poskrbi za obrambo sedme flote, toda McCain je potreboval še najmanj 2 uri, da bi bil v dometu Kuritine flote. Šele po Nimitzovem posredovanju ob 9.45 zjutraj je Halsey iz svoje skupine poslal na jug TF 34 in TF 38.2 (Bogan).
Poveljnik 7. flote Kinkaid je takoj po klicu na pomoč poslal na sever svoje bojne ladje, ki pa so bile prepočasne, da bi lahko pravočasno posredovale, poleg tega pa so večino svojega streliva porabile v boju v ožini Surigao.

### Bitka ob rtu Engaño (25. - 26. oktober 1944)
Ozawa je bil že pred bojem samim skoraj popolnoma brez letal. Večino jih je 24. oktobra zjutraj poslal kot podporo kopenskim letalskim silam na Shermanov TF 38.3. Glavni cilj Ozawe je bil, da ga Američani odkrijejo, in da jih potem odvleče stran od zaliva Leyte. To mu ni bilo težko doseči - Halsey je popolnoma prijel za vabo. Vse svoje TF 38 (razen TF 38.1) je poslal na sever. Američani so na japonsko floto poslali 4 valove letal (med 8:45 – 17:40 uro), ki so kmalu uničili letalonosilko Chitose (ob 9:37), pozno popoldne je letalski napad uničil še zadnjo japonsko letalonosilko, Chiyode, že prej pa Zuikaku in Zuiho. Ozawa je med begom 25. oktobra ponoči izgubil še enega rušilca, ameriški zračni napadi nanj pa so se nadaljevali še cel 26. oktober. To označuje tudi konec bitke za zaliv Leyte.

### Prvi napadi samomorilskih pilotov – »kamikaz«na ameriško ladjevje
25. oktobra zjutraj, ko so bili glavni boji ob vzhodni obali otoka Samar in na severu Mitscherjevi napadi na japonsko severno skupino, so iz letalske baze Davao (jug otoka Mindanao) poleteli prvi samomorilski piloti – »kamikaze«.
Bilo jih je 6, zaščitenih z nekaj lovci, in ob 7:40 uri so napadli »Taffy 1«. Njihov napad je bil uspešen, kajti uspelo jim je poškodovati eskortne letalonosilke Suwanee, Santee in Sangamon.
Kmalu zatem, ob 10:50 uri je 5 kamikaz vzletelo z otoka Luzon, in napadlo »Taffy 3«, ki se je še pred dvema urama boril s celotno japonsko osrednjo floto. Kamikaze so uspele uničiti eskortno letalonosilko St. Lo.

## Spisek izgub in pomen bitke za obe strani
Američani so v bitki izgubili šest vojaških ladij, pet od teh je pripadalo operativni skupini 77.4.3 – »Taffy 3«, in samo štiri ladje so bile potopljene neposredno s topovi iz ladij Kuritine osrednje skupine. Japonci so izgubili 25 vojaških ladij, jedro japonske imperialne mornarice. Zaradi zapletenosti bitke natančnega podatka o človeških žrtvah ni.
Japonska imperialna mornarica je v tej bitki doživela katastrofo, ki je prišla tudi na račun slabega medsebojnega obveščanja o premikih, bil pa je prisoten tudi osebni konflikt med viceadmiraloma Nishimuro in Shimo.Japonci so v boju imeli velike izgube, saj je bila večina izmed 25 izgubljenih vojaških ladij višjih razredov – križarke ali bojne ladje. Japonci so tako poleg že poprej uničenega letalstva imeli še popolnoma uničeno ladjevje, kar je že nakazalo, da dokončen vojaški poraz Japonske ni bil več daleč.
Na ameriški strani admirala Halseya kljub veliki napaki, ki jo je storil, ko je pustil San Bernardino nebranjen (in s tem skoraj ogrozil celotno operacijo izkrcavanja, zagotovo pa je bil kriv za izgubo eskortne letalonosilke Gambier Bay, dveh rušilcev in enega eskortnega rušilca), niso odstavili, ker je imel precejšnje zasluge že od prej, in je bil priljubljen poveljnik.
Edino orožje, ki je Japoncem še ostalo, so bili samomorilski piloti - »kamikaze«, ki so jih uporabljali še vse do konca vojne, in pa kopenska vojska, ki je bila utrjena na otokih blizu Japonske.